# Pirata shibatai
Pirata shibatai este o specie de păianjeni din genul Pirata, familia Lycosidae, descrisă de Tanaka, 1995. Conform Catalogue of Life specia Pirata shibatai nu are subspecii cunoscute.